# Hybos guangdongensis
Hybos guangdongensis är en tvåvingeart som beskrevs av Liu, Yang och Patrick Grootaert 2004. Hybos guangdongensis ingår i släktet Hybos och familjen puckeldansflugor. Inga underarter finns listade i Catalogue of Life.